# Les Hôpitaux-Neufs
Les Hôpitaux-Neufs är en kommun i departementet Doubs i regionen Bourgogne-Franche-Comté i östra Frankrike. Kommunen ligger i kantonen Pontarlier som tillhör arrondissementet Pontarlier. År 2022 hade Les Hôpitaux-Neufs 947 invånare.

## Befolkningsutveckling
Antalet invånare i kommunen Les Hôpitaux-Neufs
Referens:INSEE